# Nedocromil
Nedocromil natri là một loại thuốc được coi là chất ổn định tế bào mast có tác dụng ngăn ngừa khò khè, khó thở và các vấn đề hô hấp khác do hen suyễn. Nó được quản lý bởi một người hít dưới tên thương hiệu Tilade (mặc dù tác dụng của nó ở dạng này ít hơn nhiều so với albuterol hoặc các loại thuốc hít nổi tiếng khác) và như một loại thuốc nhỏ mắt dưới tên Alocril. Các chế phẩm dạng lỏng có sẵn ở Anh dưới tên Rapitil để sử dụng cho các phản ứng dị ứng mắt. Nedocromil natri đã được chứng minh là có hiệu quả trong việc giảm bớt các triệu chứng viêm kết mạc dị ứng.
Nedocromil được phân loại là một loại thuốc benzopyrone. Nedocromil hoạt động như một chất ổn định tế bào mast, ức chế sự thoái hóa của tế bào mast, ngăn chặn sự giải phóng histamine và tryptase, do đó ngăn chặn sự tổng hợp của prostaglandin và leukotrien. Hoa Kỳ Sản xuất nedocromil dạng hít đã ngừng vào tháng 4 năm 2008.